# Royaume de Jepara
1527–1599
Entités précédentes :
- Sultanat de Demak

Entités suivantes :
- Sultanat de Mataram

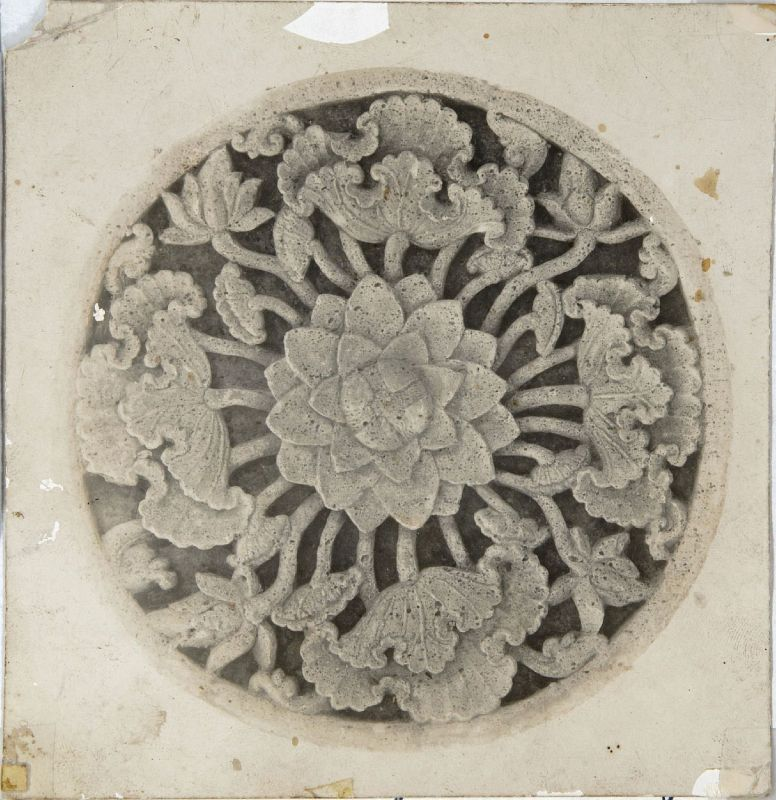
Bas-relief de la tombe de la reine Kalinyamat

Le royaume de Jepara était un État princier d'Indonésie musulman situé dans le centre de Java, sur la côte nord de l'île ou Pasisir. Il a existé au XVIe siècle. Sa capitale était l'actuelle Jepara.
Le plus célèbre de ses souverains est la reine Kalinyamat qui, par deux fois (1551 et 1574) participa, sans succès, à la guerre contre Malacca conquise en 1511 par les Portugais.

## Culture
Chaque année à Jepara se tient la fête du Baratan en l'honneur de la reine Kalinyamat.